# Super Big
Super Big is een Japanse animatieserie uitgezonden in 1994. De Amerikaanse titel van deze serie (waar de Nederlandse versie een nasynchronisatie van is) is Super Pig en de originele Japanse titel luidt Ai to Yūki no Piggu Gāru Tonde Būrin (愛と勇気のピッグガール　とんでぶーりん).
De serie is in veel landen uitgezonden en bekend onder verschillende titels, waaronder Superświnka, Hiệp sĩ Lợn, Ba Bi Bu Be Buurin, Ba Be Bu Bi Boink!, Super Cerdita en Super Boink.

## Uitzending en productie
De Engelstalige versie van de serie (Nederlands ondertiteld) werd in 1998 en 1999 uitgezonden door Fox Kids. De Nederlandstalige versie volgde in 2003/2004 op dezelfde zender. De Nederlandse/Engelse afleveringen zijn erg zeldzaam en zijn nooit op dvd of VHS uitgekomen.
De westerse versie van de serie werd geproduceerd door Saban Entertainment. Dubbingstudio Creative Sounds was verantwoordelijk voor de Nederlandse nasynchronisatie.

## Verhaallijn
Wanneer Tessa een pratend biggetje genaamd Iggy tegenkomt schenkt hij haar de kracht om te veranderen in een biggenheldin. Met de kreet "Met snuit en staart, laat recht zegevieren. Laat waarheid en wijsheid nooit falen. Door de krachten van... Oinko!" verandert zij in Super Big. Wanneer Tessa vermeld dat ze liever haar eigen favoriete heldin wil zijn, vertelt Iggy dat dat kan. Op dat punt begint haar queeste naar de honderdzeven parels die ze kan verdienen met het verrichten van goede daden. Wanneer zij haar gave misbruikt, zal ze parels verliezen. Oinko is de thuisplaneet van het buitenaardse biggetje Iggy.

## Stemmen
| Personage       | Nederlandse versie         | Amerikaanse versie   | Japanse versie      |
| --------------- | -------------------------- | -------------------- | ------------------- |
| Tessa Carlen    | Nicoline van Doorn         | Julie Maddalena      | Shiratori Yuri      |
| Iggy Big        | Patrick van Balen          | Derek Stephen Prince | Fuchizaki Yuriko    |
| Theodoris Big   | Victor van Swaay           | R. Martin Klein      | Takao Ōyama         |
| Lance Romero    | Patrick van Balen          | Richard Cansino      | Ishida Akira        |
| Lotte           |                            | Caryn Rosenthal      | Chie Satō           |
| Heather         | Lucie de Lange             | Laura Summer         | Matsumoto Rika      |
| Harley Hoover   |                            | Anna Garduno         | Yamada Yoshiharu    |
| Penny Round     | Niki Romijn/Anneke Beukman | Wendee Lee           | Asami Junko         |
| Robert          |                            | Tom Romero           | Tsutomu Kashiwakura |
| Milton Massen   |                            | Kirk Thornton        | Wataru Takagi       |
| Ken Carlen      |                            | Michael Sorich       | Kenichi Ono         |
| Rikako Carlen   | Niki Romijn/Anneke Beukman |                      | Mizutani Yuuko      |
| K.T Carlen      | Niki Romijn/Anneke Beukman |                      | Mizutani Yuuko      |
| Zuster Nanako   | Beatrijs Sluijter          |                      | Maria Kawamura      |
| Fowley Fastback | Victor van Swaay           | Bob Papenbrook       | Tarō Arakawa        |
| Coach Kondo     |                            |                      | Keiichi Sonobe      |

## Openingslied
De originele Japanstalige leadertitel luidt Ai wa Kakko Warui (愛はカッコわるい?) en eindgeneriek Būrin A la mode (ぶーりん あ·ら·もーど?). Beiden worden uitgevoerd door de groep Parquets.
De Nederlandstalige openingstune is een liedje over 'het verhaal van een meid die verandert in een big'. 'Nu bestrijdt ze misdaad, en wandelt ze nog sneller dan het licht'. Het liedje is een Nederlandstalige bewerking van de Amerikaanse Engelstalige tune, en wordt gezongen door Hero Muller en een zangeres waarvan de identiteit vooralsnog onbekend is.

## Afleveringenlijst
| Nr. | Engelse titel                 | Nederlandse titel                       | Aantal parels aan het einde | Verandering in het aantal parels |
| --- | ----------------------------- | --------------------------------------- | --------------------------- | -------------------------------- |
| 01  | The Little Big Prince         | De Biggenprins                          | 1                           | +1                               |
| 02  | Score One for Super Pig       | 1-0 voor Superbig                       | 2                           | +1                               |
| 03  | All's Fair in Love and Tennis | In liefde en tennis mag alles!          | 3                           | +1                               |
| 04  | The Impigerator               | Petunia de worstelaar                   | 5                           | +2                               |
| 05  | Sport-A-Rama                  | Sportdag                                | 7                           | +2                               |
| 06  | Raiders of the Lost Snout     | Rovers van de verloren snuit            | 11                          | +4                               |
| 07  | Face to Face                  | Superbig ontmoet Ginger Flame           | 16                          | +5                               |
| 08  | Fit to Be Tied                | Het dieet                               | 17                          | +1                               |
| 09  | Racing against the Rain       | Race tegen de regen                     | 18                          | +1                               |
| 10  | Super Pig, Superstar          | Superbig, superstar!                    | 19                          | +1                               |
| 11  | Virtual Mess!                 | Virtuele ellende                        | 20                          | +1                               |
| 12  | Psychic Trouble               | Geestelijke Nood’                       | 21                          | +1                               |
| 13  | Teamwork to the Test          | EEN TEAM IN HART EN NIEREN              | 48                          | +27                              |
| 14  | Lights, Camera, Action!       | LICHT, CAMERA, ACTIE!                   | 49                          | +1                               |
| 15  | Litter Bugs Me                | Penny en het milieu                     | 52                          | +3                               |
| 16  | Unfortunate Circumstances     | Voorspellingen                          | 53                          | +1                               |
| 17  | Presents and Predicaments     | Kado's en situaties                     | 35                          | -18                              |
| 18  | New Year's Day                | NIEUWJAARSDAG                           | 36                          | +1                               |
| 19  | Nursing Affections            | GEK OP DE ZUSTER of VERZORGINGSHORMONEN | 37                          | +1                               |
| 20  | Super Seed                    | SUPERZAAD                               | 38                          | +1                               |
| 21  | Emotional Rollercoaster       | In het pretpark                         | 39                          | +1                               |
| 22  | Love, Oinko Style             | Iggy is verliefd                        | 40                          | +1                               |
| 23  | Valentine's Craze             | Valentijnsgekte                         | 41                          | +1                               |
| 24  | A Watched Pond Never Freezes  | NATUURGEWELD                            | 46                          | +5                               |
| 25  | Family Traditions             | ‘Familie Tradities’                     | 47                          | +1                               |
| 26  | My Rival, Myself              | De Uitdaging’                           | 48                          | +1                               |
| 27  | Iggy, I Shrunk the Pig!       |                                         | 18                          | -30                              |
| 28  | K.C.'s First Crush            | KC is verliefd                          | 19                          | +1                               |
| 29  | Pearls Before Swine           |                                         | 19                          | geen verandering                 |
| 30  | Good Pig, Bad Pig             |                                         | 20                          | +1                               |
| 31  | Political Pig!                |                                         | 21                          | +1                               |
| 32  | Love Blossoms                 |                                         | 22                          | +1                               |
| 33  | It's All in Your Head         |                                         | 23                          | +1                               |
| 34  | Carp–A–Diem                   |                                         | 24                          | +1                               |
| 35  | Dancing for Dollars           |                                         | 25                          | +1                               |
| 36  | The Secret of Sushi Princess  |                                         | 30                          | +5                               |
| 37  | Lance in Love                 |                                         | 31                          | +1                               |
| 38  | The Crest, Part 1             |                                         | 39                          | +8                               |
| 39  | The Crest, Part 2             |                                         | 44                          | +5                               |
| 40  | The Pig in Her Past           |                                         | 47                          | +3                               |
| 41  | Milton's Theory               |                                         | 50                          | +3                               |
| 42  | Identity Crisis               |                                         | 51                          | +1                               |
| 43  | Scary Stories                 |                                         | 52                          | +1                               |
| 44  | Finders, Keepers              |                                         | 51                          | -1                               |
| 45  | Super Pig vs. Ginger Flame    |                                         | 76                          | +25                              |
| 46  | Sabotage                      |                                         | 76                          | geen verandering                 |
| 47  | Heather's Birthday            |                                         | 76                          | geen verandering                 |
| 48  | The Other Side                |                                         | 76                          | geen verandering                 |
| 49  | The Race to Save Town         |                                         | 76                          | geen verandering                 |
| 50  | Nothing But the Truth         |                                         | 76                          | geen verandering                 |
| 51  | It's Hard to Say Goodbye      |                                         | 108/0                       | +32/-108                         |